# Grand Prix Chin 2007
Wyniki Grand Prix Chin, szesnastej rundy Mistrzostw Świata Formuły 1 w sezonie 2007.

## Wyniki

### Sesje treningowe
| Sesja | Nr | Kierowca       | Konstruktor | Czas     | Okr. |
| ----- | -- | -------------- | ----------- | -------- | ---- |
| 1     | 6  | Kimi Räikkönen | Ferrari     | 1:37.024 | 24   |
| 2     | 6  | Kimi Räikkönen | Ferrari     | 1:36.607 | 31   |
| 3     | 6  | Kimi Räikkönen | Ferrari     | 1:36.100 | 15   |

### Kwalifikacje
| Poz. | Nr | Kierowca             | Konstruktor        | Q1       | Q2       | Q3       | Poz. s. |
| --- | --- | -------------------- | ------------------ | -------- | -------- | -------- | ------- |
| 1 | 2 | Lewis Hamilton       | McLaren-Mercedes   | 1:35.798 | 1:35.898 | 1:35.908 | 1       |
| 2 | 6 | Kimi Räikkönen       | Ferrari            | 1:35.692 | 1:35.381 | 1:36.044 | 2       |
| 3 | 5 | Felipe Massa         | Ferrari            | 1:35.792 | 1:35.796 | 1:36.221 | 3       |
| 4 | 1 | Fernando Alonso      | McLaren-Mercedes   | 1:35.809 | 1:35.845 | 1:36.576 | 4       |
| 5 | 14 | David Coulthard      | Red Bull-Renault   | 1:36.930 | 1:36.252 | 1:37.619 | 5       |
| 6 | 11 | Ralf Schumacher      | Toyota             | 1:37.135 | 1:36.709 | 1:38.013 | 6       |
| 7 | 15 | Mark Webber          | Red Bull-Renault   | 1:37.199 | 1:36.602 | 1:38.153 | 7       |
| 8 | 9 | Nick Heidfeld        | BMW Sauber         | 1:36.737 | 1:36.217 | 1:38.455 | 8       |
| 9 | 10 | Robert Kubica        | BMW Sauber         | 1:36.309 | 1:36.116 | 1:38.472 | 9       |
| 10 | 7 | Jenson Button        | Honda              | 1:37.092 | 1:36.771 | 1:39.285 | 10      |
| 11 | 18 | Vitantonio Liuzzi    | Toro Rosso-Ferrari | 1:37.047 | 1:36.862 |          | 11      |
| 12 | 19 | Sebastian Vettel     | Toro Rosso-Ferrari | 1:37.006 | 1:36.891 |          | 17      |
| 13 | 12 | Jarno Trulli         | Toyota             | 1:37.209 | 1:36.959 |          | 12      |
| 14 | 4 | Heikki Kovalainen    | Renault            | 1:37.225 | 1:36.991 |          | 13      |
| 15 | 23 | Anthony Davidson     | Super Aguri-Honda  | 1:37.203 | 1:37.247 |          | 14      |
| 16 | 16 | Nico Rosberg         | Williams-Toyota    | 1:37.144 | 1:37.483 |          | 15      |
| 17 | 8 | Rubens Barrichello   | Honda              | 1:37.251 |          |          | 16      |
| 18 | 3 | Giancarlo Fisichella | Renault            | 1:37.290 |          |          | 18      |
| 19 | 17 | Alexander Wurz       | Williams-Toyota    | 1:37.456 |          |          | 19      |
| 20 | 22 | Takuma Satō          | Super Aguri-Honda  | 1:38.218 |          |          | 20      |
| 21 | 20 | Adrian Sutil         | Spyker-Ferrari     | 1:38.668 |          |          | 21      |
| 22 | 21 | Sakon Yamamoto       | Spyker-Ferrari     | 1:39.336 |          |          | 22      |
| Poz. | Nr | Kierowca             | Konstruktor        | Q1       | Q2       | Q3       | Poz. s. |
| \| Legenda \| Legenda \| \| ------------------------ \| ---------------------------------------------------------------------------------------------------------------------------------------------------------------------------------------------------------------------------------------------------------------- \| \| Poz. Nr Q1 Q2 Q3 Poz. s. \| Pozycja zajęta w sesji kwalifikacyjnej Numer startowy kierowcy Wynik uzyskany w pierwszej części kwalifikacji Wynik uzyskany w drugiej części kwalifikacji Wynik uzyskany w trzeciej części kwalifikacji Pozycja startowa po uwzględnięniu kar, przesunięć, itp. \| | |                      |                    |          |          |          |         |
| Legenda | |                      |                    |          |          |          |         |
| Poz. Nr Q1 Q2 Q3 Poz. s. | Pozycja zajęta w sesji kwalifikacyjnej Numer startowy kierowcy Wynik uzyskany w pierwszej części kwalifikacji Wynik uzyskany w drugiej części kwalifikacji Wynik uzyskany w trzeciej części kwalifikacji Pozycja startowa po uwzględnięniu kar, przesunięć, itp. |                      |                    |          |          |          |         |

### Wyścig

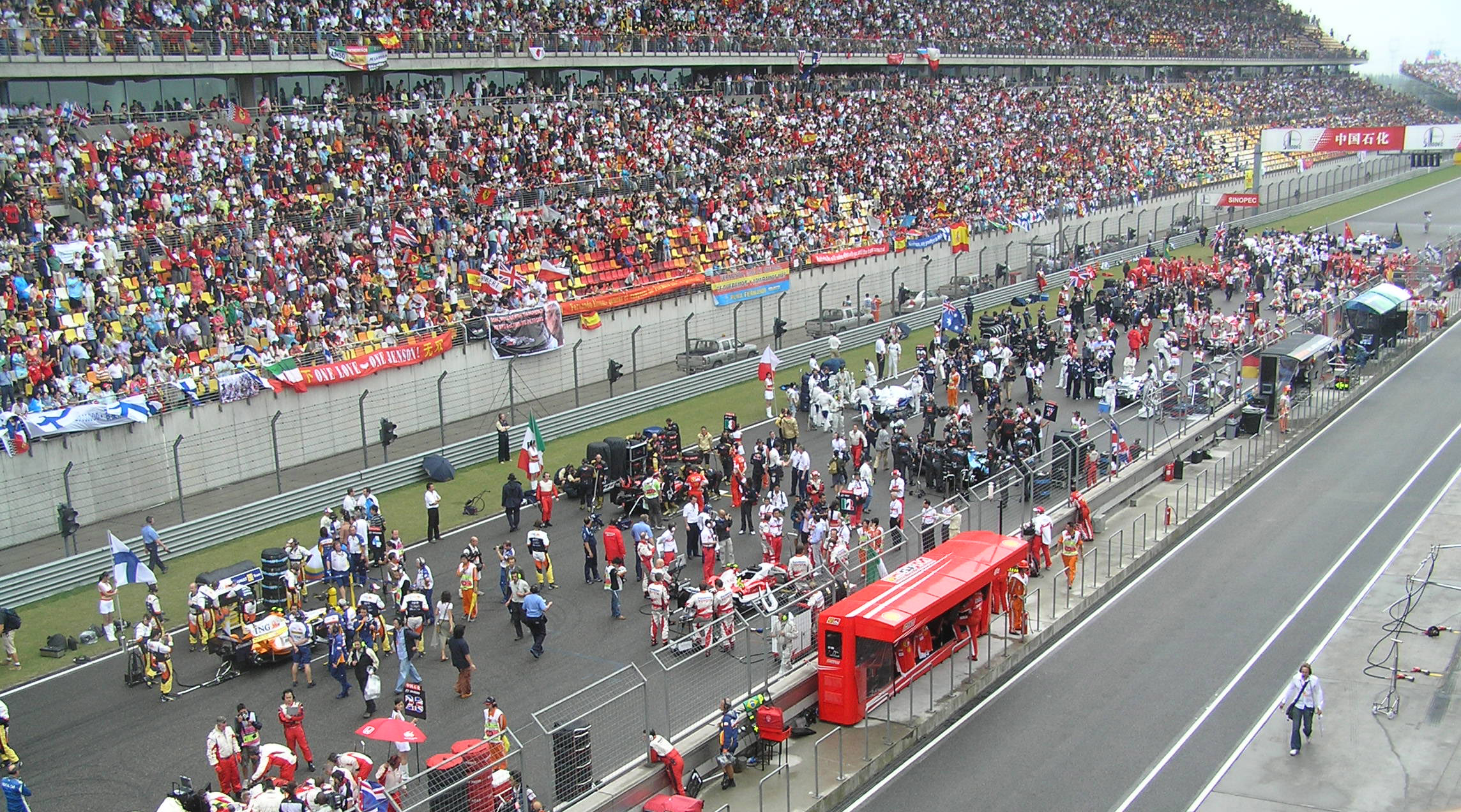
Samochody przed startem wyścigu

| P                 | + / –     | Nr | Kierowca             | Konstruktor        | Okr. | Czas / Strata | Komentarz     |
| ----------------- | --------- | -- | -------------------- | ------------------ | ---- | ------------- | ------------- |
| 1                 | 1         | 6  | Kimi Räikkönen       | Ferrari            | 56   | 1h37:58.395   |               |
| 2                 | 2         | 1  | Fernando Alonso      | McLaren-Mercedes   | 56   | +0:09.806     |               |
| 3                 | Bez zmian | 5  | Felipe Massa         | Ferrari            | 56   | +0:12.891     |               |
| 4                 | 13        | 19 | Sebastian Vettel     | Toro Rosso-Ferrari | 56   | +0:53.509     |               |
| 5                 | 5         | 7  | Jenson Button        | Honda              | 56   | +1:08.666     |               |
| 6                 | 5         | 18 | Vitantonio Liuzzi    | Toro Rosso-Ferrari | 56   | +1:13.673     |               |
| 7                 | 1         | 9  | Nick Heidfeld        | BMW Sauber         | 56   | +1:14.224     |               |
| 8                 | 3         | 14 | David Coulthard      | Red Bull-Renault   | 56   | +1:20.750     |               |
| 9                 | 4         | 4  | Heikki Kovalainen    | Renault            | 56   | +1:21.186     |               |
| 10                | 3         | 15 | Mark Webber          | Red Bull-Renault   | 56   | +1:24.685     |               |
| 11                | 7         | 3  | Giancarlo Fisichella | Renault            | 56   | +1:26.683     |               |
| 12                | 7         | 17 | Alexander Wurz       | Williams-Toyota    | 55   | +1 okr.       |               |
| 13                | 1         | 12 | Jarno Trulli         | Toyota             | 55   | +1 okr.       |               |
| 14                | 6         | 22 | Takuma Satō          | Super Aguri-Honda  | 55   | +1 okr.       |               |
| 15                | 1         | 8  | Rubens Barrichello   | Honda              | 55   | +1 okr.       |               |
| 16                | 1         | 16 | Nico Rosberg         | Williams-Toyota    | 54   | +2 okr.       |               |
| 17                | 5         | 21 | Sakon Yamamoto       | Spyker-Ferrari     | 53   | +3 okr.       |               |
| Niesklasyfikowani |           |    |                      |                    |      |               |               |
|                   |           | 10 | Robert Kubica        | BMW Sauber         | 33   |               | hydraulika    |
|                   |           | 2  | Lewis Hamilton       | McLaren-Mercedes   | 30   |               | wypadł z toru |
|                   |           | 11 | Ralf Schumacher      | Toyota             | 25   |               | wypadł z toru |
|                   |           | 20 | Adrian Sutil         | Spyker-Ferrari     | 24   |               | wypadek       |
|                   |           | 23 | Anthony Davidson     | Super Aguri-Honda  | 11   |               | hamulce       |
| P                 | + / –     | Nr | Kierowca             | Konstruktor        | Okr. | Czas / Strata | Komentarz     |

### Najszybsze okrążenie
| Nr | Kierowca     | Konstruktor | Czas     | Okr. |
| -- | ------------ | ----------- | -------- | ---- |
| 5  | Felipe Massa | Ferrari     | 1:37.454 | 56   |

## Lista startowa
| Nr | Kierowca             | Zespół                      | Samochód         | Silnik                       | Opony |
| -- | -------------------- | --------------------------- | ---------------- | ---------------------------- | ----- |
| 1  | Fernando Alonso      | Vodafone McLaren Mercedes   | McLaren MP4-22   | Mercedes-Benz FO108T 2,4l V8 | B     |
| 2  | Lewis Hamilton       | Vodafone McLaren Mercedes   | McLaren MP4-22   | Mercedes-Benz FO108T 2,4l V8 | B     |
| 3  | Giancarlo Fisichella | ING Renault F1 Team         | Renault R27      | Renault RS27 2,4l V8         | B     |
| 4  | Heikki Kovalainen    | ING Renault F1 Team         | Renault R27      | Renault RS27 2,4l V8         | B     |
| 5  | Felipe Massa         | Scuderia Ferrari Marlboro   | Ferrari F2007    | Ferrari 056 2,4l V8          | B     |
| 6  | Kimi Räikkönen       | Scuderia Ferrari Marlboro   | Ferrari F2007    | Ferrari 056 2,4l V8          | B     |
| 7  | Jenson Button        | Honda Racing F1 Team        | Honda RA107      | Honda RA807E 2,4l V8         | B     |
| 8  | Rubens Barrichello   | Honda Racing F1 Team        | Honda RA107      | Honda RA807E 2,4l V8         | B     |
| 9  | Nick Heidfeld        | BMW Sauber F1 Team          | BMW Sauber F1.07 | BMW P86/7 2,4l V8            | B     |
| 10 | Robert Kubica        | BMW Sauber F1 Team          | BMW Sauber F1.07 | BMW P86/7 2,4l V8            | B     |
| 11 | Ralf Schumacher      | Panasonic Toyota Racing     | Toyota TF107     | Toyota RVX-07 2,4l V8        | B     |
| 12 | Jarno Trulli         | Panasonic Toyota Racing     | Toyota TF107     | Toyota RVX-07 2,4l V8        | B     |
| 14 | David Coulthard      | Red Bull Racing             | Red Bull RB3     | Renault RS27 2,4l V8         | B     |
| 15 | Mark Webber          | Red Bull Racing             | Red Bull RB3     | Renault RS27 2,4l V8         | B     |
| 16 | Nico Rosberg         | AT&T Williams               | Williams FW29    | Toyota RVX-07 2,4l V8        | B     |
| 17 | Alexander Wurz       | AT&T Williams               | Williams FW29    | Toyota RVX-07 2,4l V8        | B     |
| 18 | Vitantonio Liuzzi    | Scuderia Toro Rosso         | Toro Rosso STR2  | Ferrari 056 2,4l V8          | B     |
| 19 | Sebastian Vettel     | Scuderia Toro Rosso         | Toro Rosso STR2  | Ferrari 056 2,4l V8          | B     |
| 20 | Adrian Sutil         | Etihad Aldar Spyker F1 Team | Spyker F8-VII    | Ferrari 056 2,4l V8          | B     |
| 21 | Sakon Yamamoto       | Etihad Aldar Spyker F1 Team | Spyker F8-VII    | Ferrari 056 2,4l V8          | B     |
| 22 | Takuma Satō          | Super Aguri F1              | Super Aguri SA07 | Honda RA807E 2,4l V8         | B     |
| 23 | Anthony Davidson     | Super Aguri F1              | Super Aguri SA07 | Honda RA807E 2,4l V8         | B     |
| Nr | Kierowca             | Zespół                      | Samochód         | Silnik                       | Opony |

## Klasyfikacja po wyścigu

### Kierowcy
| P                 | +/− | Kierowca             | Starty | Punkty | P1 | P2 | P3 | PP | NO | NS |
| ----------------- | --- | -------------------- | ------ | ------ | -- | -- | -- | -- | -- | -- |
| 1                 | 0   | Lewis Hamilton       | 16     | 107    | 4  | 5  | 3  | 6  | 2  | 1  |
| 2                 | 0   | Fernando Alonso      | 16     | 103    | 4  | 4  | 3  | 2  | 3  | 1  |
| 3                 | 0   | Kimi Räikkönen       | 16     | 100    | 5  | 2  | 4  | 3  | 5  | 2  |
| 4                 | 0   | Felipe Massa         | 16     | 86     | 3  | 3  | 3  | 5  | 6  | 2  |
| 5                 | 0   | Nick Heidfeld        | 16     | 58     | -  | 1  | 1  | -  | -  | 2  |
| 6                 | 0   | Robert Kubica        | 15     | 35     | -  | -  | -  | -  | -  | 3  |
| 7                 | 0   | Heikki Kovalainen    | 16     | 30     | -  | 1  | -  | -  | -  | -  |
| 8                 | 0   | Giancarlo Fisichella | 16     | 21     | -  | -  | -  | -  | -  | 2  |
| 9                 | 0   | Nico Rosberg         | 16     | 15     | -  | -  | -  | -  | -  | 3  |
| 10                | +1  | David Coulthard      | 16     | 14     | -  | -  | -  | -  | -  | 7  |
| 11                | −1  | Alexander Wurz       | 16     | 13     | -  | -  | 1  | -  | -  | 4  |
| 12                | 0   | Mark Webber          | 16     | 10     | -  | -  | 1  | -  | -  | 6  |
| 13                | 0   | Jarno Trulli         | 16     | 7      | -  | -  | -  | -  | -  | 4  |
| 14                | +4  | Sebastian Vettel     | 7      | 6      | -  | -  | -  | -  | -  | 2  |
| 15                | +1  | Jenson Button        | 16     | 6      | -  | -  | -  | -  | -  | 5  |
| 16                | −2  | Ralf Schumacher      | 16     | 5      | -  | -  | -  | -  | -  | 6  |
| 17                | −2  | Takuma Satō          | 16     | 4      | -  | -  | -  | -  | -  | 3  |
| 18                | +2  | Vitantonio Liuzzi    | 16     | 3      | -  | -  | -  | -  | -  | 7  |
| 19                | −2  | Adrian Sutil         | 16     | 1      | -  | -  | -  | -  | -  | 6  |
| 20                | −1  | Rubens Barrichello   | 16     | -      | -  | -  | -  | -  | -  | 1  |
| 21                | 0   | Scott Speed          | 10     | -      | -  | -  | -  | -  | -  | 7  |
| 22                | 0   | Anthony Davidson     | 16     | -      | -  | -  | -  | -  | -  | 5  |
| 23                | 0   | Sakon Yamamoto       | 6      | -      | -  | -  | -  | -  | -  | 1  |
| 24                | 0   | Christijan Albers    | 9      | -      | -  | -  | -  | -  | -  | 4  |
| Niesklasyfikowani |     |                      |        |        |    |    |    |    |    |    |
| -                 |     | Markus Winkelhock    | 1      | -      | -  | -  | -  | -  | -  | 1  |
| P                 | +/− | Kierowca             | Starty | Punkty | P1 | P2 | P3 | PP | NO | NS |

### Konstruktorzy
| P  | +/− | Konstruktor        | Starty | Punkty | P1 | P2 | P3 | PP | NO | NS |
| -- | --- | ------------------ | ------ | ------ | -- | -- | -- | -- | -- | -- |
| 1  | 0   | Ferrari            | 32     | 186    | 8  | 5  | 7  | 8  | 11 | 4  |
| 2  | 0   | BMW Sauber         | 32     | 94     | -  | 1  | 1  | -  | -  | 5  |
| 3  | 0   | Renault            | 32     | 51     | -  | 1  | -  | -  | -  | 2  |
| 4  | 0   | Williams-Toyota    | 32     | 28     | -  | -  | 1  | -  | -  | 7  |
| 5  | 0   | Red Bull-Renault   | 32     | 24     | -  | -  | 1  | -  | -  | 13 |
| 6  | 0   | Toyota             | 32     | 12     | -  | -  | -  | -  | -  | 10 |
| 7  | +3  | Toro Rosso-Ferrari | 32     | 8      | -  | -  | -  | -  | -  | 16 |
| 8  | 0   | Honda              | 32     | 6      | -  | -  | -  | -  | -  | 6  |
| 9  | −2  | Super Aguri-Honda  | 32     | 4      | -  | -  | -  | -  | -  | 8  |
| 10 | −1  | Spyker-Ferrari     | 32     | 1      | -  | -  | -  | -  | -  | 12 |
| 11 | 0   | McLaren-Mercedes   | 32     | -      | 8  | 9  | 6  | 8  | 5  | 2  |
| P  | +/− | Konstruktor        | Starty | Punkty | P1 | P2 | P3 | PP | NO | NS |

### Prowadzenie w wyścigu
| Nr                              | Kierowca       | Okrążenia           | Suma |
| ------------------------------- | -------------- | ------------------- | ---- |
| 6                               | Kimi Räikkönen | 16-19, 29-32, 34-56 | 31   |
| 2                               | Lewis Hamilton | 1-15, 20-28         | 24   |
| 10                              | Robert Kubica  | 33                  | 1    |
| \| Wykres \| \| ------ \| \| \| |                |                     |      |
| Wykres                          |                |                     |      |
|                                 |                |                     |      |